# トム・ジョード
トム・ジョード(Tom Joad)は、架空の人物で、ジョン・スタインベックの小説「怒りの葡萄」の主人公。
不公正な社会に対して政治的になる人物を体現している。

## 人物
トムは無学な農民の息子で、かつて誤って人を殺してしまい、4年間刑務所に収監され、仮出所を果たした。彼の刑務所からの帰還から、小説『怒りの葡萄』は始まる。
大恐慌と砂嵐、機械化農業のために土地を失い、故郷のオクラホマ州から離れることになった家族に合流したトムは、家族と共に豊かなカリフォルニア州に移り住むことにする。ジョード家は苦難の旅の末、ようやくカリフォルニアにたどり着いた。
ところが、よりよい暮らしを求めたはずのカリフォルニアでも、大資本による土地の集約は進んでおり、ジョード家の人々の望む「自分で耕す土地」も「自分の手で建てた家」も、到底手に入れることはできなかった。トムと家族はやむなく日雇いの農業労働者になり、農場そばの農民キャンプに住むことになる。
農場には経営者（銀行家）が売店も構えており、そこは町よりも高い値段で食料品を売っていたが、農民達はやむなくその売店で高い食料品を買うしか無く、日雇いで稼いだ賃金もそのようにしてまた資本家に吸い上げられていくという構造であった。そのようななか、トムの友人であるジム・ケイシーが農民達を組織して組合を作り、ストライキに訴えて農民の生活改善を図ろうとしていたが、ケイシーは資本家に雇われた警備員に殴り殺されてしまう。その場を目撃したトムは、とっさの怒りにケイシーを殴り殺した警備員をその角材を奪い取って撲殺し、追われる身となってしまう。（トムは仮出所中の身なので、本来はオクラホマ州から無断で出ることが禁止されていた。）
トムは息子との別れを嘆く母親に、
「人間ってのは、個々の魂なんてのはなくて、なにか大きな魂のひとかけらをそれぞれ持っているに過ぎないのさ。

そうだとしたら、俺は暗闇の中、どこにだっていることになるんだ。おっ母ぁの見るどんなところにもな。」
と言い残し（これはケイシーの思想でもあった）、家族のもとからひとり離れていく。

## 影響
トムは無学で、深い哲学的な素養もない。しかしその素朴な正義感、不法に友人を殺されたときにその敵を討つ男気を持っている。このようなキャラクターから、『怒りの葡萄』出版当時から広く大衆的な人気を集めることになった。
- ヘンリー・フォンダは、映画『怒りの葡萄』でトム・ジョード役を演じるために、あえてスタジオ（20世紀フォックス社）と不利な契約（7年もの長期契約）を結ぶハメになった。
- ミュージシャンのウッディ・ガスリーは、映画『怒りの葡萄』を見て、The Ballad of Tom Joad を発表した。
- ブルース・スプリングスティーンは、1995年にアルバム The Ghost of Tom Joad を発表した。